# جو لي جونسون
جو لي جونسون (بالإنجليزية: Joe Lee Johnson)‏ هو سائق سباق ومهندس أمريكي، ولد في 11 سبتمبر 1929، وتوفي في 26 مايو 2005.

## روابط خارجية
- جو لي جونسون على موقع Racing-Reference.info (الإنجليزية)
- جو لي جونسون على موقع DriverDB.com (الإنجليزية)